# ハロウィン KILLS
『ハロウィン KILLS』（ハロウィン キルズ、原題：Halloween Kills）は、2021年公開のアメリカ合衆国のスラッシャー映画。監督はデヴィッド・ゴードン・グリーン、脚本はグリーン、ダニー・マクブライド、スコット・ティームスが務める。2018年の『ハロウィン』の続編であり、「ハロウィンシリーズ」の第12作目。

## ストーリー
プロローグ
1978年10月31日の夜、保安官のフランク・ホーキンスは廃墟となっていたマイヤーズ家に潜んでいたマイケル・マイヤーズを発見する。その際、同僚が羽交い締めにされ助けようとするが、誤って同僚を射殺してしまう。マイケルは駆け付けた警察に投降、ホーキンスはサミュエル・ルーミス医師がマイケルを殺害するのを防ぐ。
ロニーと呼ばれる少年が、他の少年少女たちに馬鹿にされて弄られている所を、巡回中のパトカーが「殺人鬼が出たため、すぐに家に帰れ」と忠告する。その帰り道で、ロニー少年はマイケルに遭遇していたが、運よく難を逃れる。
序盤
40年後の2018年10月31日、ランビール・サルテイン医師に刺されて死ぬ寸前だったホーキンスを、キャメロン・イーラムが見つけて救急車を呼ぶ。ホーキンスはマイケル殺害を許可しなかったことを悔やみ、今度は殺すように懇願する。
一方、冒頭において登場した「40年前の少年少女4人組」の一人 トミー・ドイルは、他のメンバーのマリオン・チェンバース、リンジー・ウォレス、ロニー・イーラム（キャメロンの父）とともに『殺人鬼マイケルの収容40周年』を祝っていた。
ローリー・ストロード宅の火事に出動した消防士らは、意図せずマイケルを助けてしまい自らの装備類でマイケルに殺される。ローリーとその娘カレンと孫のアリソンは病院に運び込まれ、ローリーは緊急手術を受ける。その間にもマイケルは、ハドンフィールドへと戻る際にローリーの隣人らを殺す。
トミーら4人組は、マイケルの脱走と殺人事件をテレビのニュースで知る。バー経営者ヴァネッサがその車の中でマイケルに襲われた模様だが、運転していた者は壊れた車から誰にも見つからず逃げ去る。トミーは怒りに燃えるハドンフィールドの住民達を、マイケルを追い詰めて殺す目的で集結させる。
中盤
カレンはマイケルがまだ生きていると知らされるが、ローリーには治療に専念してもらうためその情報を伏せておく。アリソンは元恋人キャメロンと仲直りし、父親の仇を取るためにトミーの組織した群衆に加わる。ローリーとホーキンスは同じ病室で意識を取り戻し、思い出話を語り合う。
ハドンフィールドの住民らに外に出ないように注意して回っている最中に、マリオン、ヴァネッサとその夫マーカスはマイケルに殺される。リンジーは逃れて、一命を取り留めたところをトミー、ロニー、アリソンとキャメロンに発見される。彼らはマイケルの出没先と犠牲者の発生場所を地図に落とし、幼少時代の家に向かっていると予想を立てる。
トミーはリンジーを病院に連れて行き、ハドンフィールドの元保安官で娘を1978年に殺されているリー・ブラケットに再会させる。トミーはローリーに、マイケルが生きていると伝える。ローリーが病院を出ようと準備をする間にも、町ではマイケルが生家の現在の家主らを殺す。
精神病院から事故を起こしたバスに乗りマイケルと同じく逃亡し、ヴァネッサの車を運転していた囚人ランス・トヴォリがやって来て、マイケルと勘違いされる。トミー率いる群衆が病院中を追い回すが、カレンは彼がマイケルではないことに気付く。カレンは皆をなだめてランスを助けようとするが、ランスは窓から身を投げて死んでしまう。ローリーは、カレンに「トミーやブラケットと協力してマイケルを仕留める」ように言い向ける。
終盤
場面は変わって、ロニーがマイケルの家に単身乗り込んで殺される。アリソンとキャメロンが急いで駆けつけ彼の遺体を発見するが、マイケルに襲われキャメロンが殺される。
マイケルがアリソンを殺そうとするが、カレンが背後からマイケルの背中を三叉で刺してマスクを奪い、自分を追いかけるように挑発する。カレンはマイケルをトミーの集団の真ん中に誘い出し、全員で力を合わせて攻撃してマイケルは殺されたかのように見える。群衆が離れるとマイケルは回復して、トミーやブラケットらも含めて皆殺しにする。
マイケルの家では、カレンが2階に上がって様子をうかがい、アリソンは手当てを受ける。かつてのジュディス・マイヤーズの寝室にマイケルが現れてカレンを刺殺し、ローリーは病室から外を眺める。

## キャスト
※括弧内は日本語吹替。
- ローリー・ストロード：ジェイミー・リー・カーティス（幸田直子）
- カレン・ネルソン：ジュディ・グリア（魏涼子）
- アリソン・ネルソン：アンディ・マティチャック（英語版）（美山加恋）
- マイケル・マイヤーズ：ニック・キャッスル、ジェームズ・ジュード・コートニー
- フランク・ホーキンス保安官：ウィル・パットン（菊池康弘）
  - 1978年のフランク・ホーキンス：トーマス・マン
- トミー・ドイル：アンソニー・マイケル・ホール（山野井仁）
- リンジー・ウォレス：カイル・リチャーズ（平田裕香）
- リー・ブラケット：チャールズ・サイファーズ（英語版）
- マリオン・チェンバース：ナンシー・スティーヴンス
- ロニー・イーラム：ロバート・ロングストリート
  - 1978年のロニー・イーラム：トリスティアン・エガーリング
- キャメロン・イーラム：ディラン・アーノルド（英語版）
- ビッグ・ジョン：スコット・マッカーサー（神奈延年）
- リトル・ジョン：マイケル・マクドナルド（木下浩之）
- サミュエル・ルーミス医師：トム・ジョーンズ・ジュニア（演）、コリン・マハン（声）

## 公開
当初は2020年10月16日に全米公開予定だったが、新型コロナウイルスの流行の影響で2021年10月15日に延期された。